# Max Gertsch (Schauspieler)

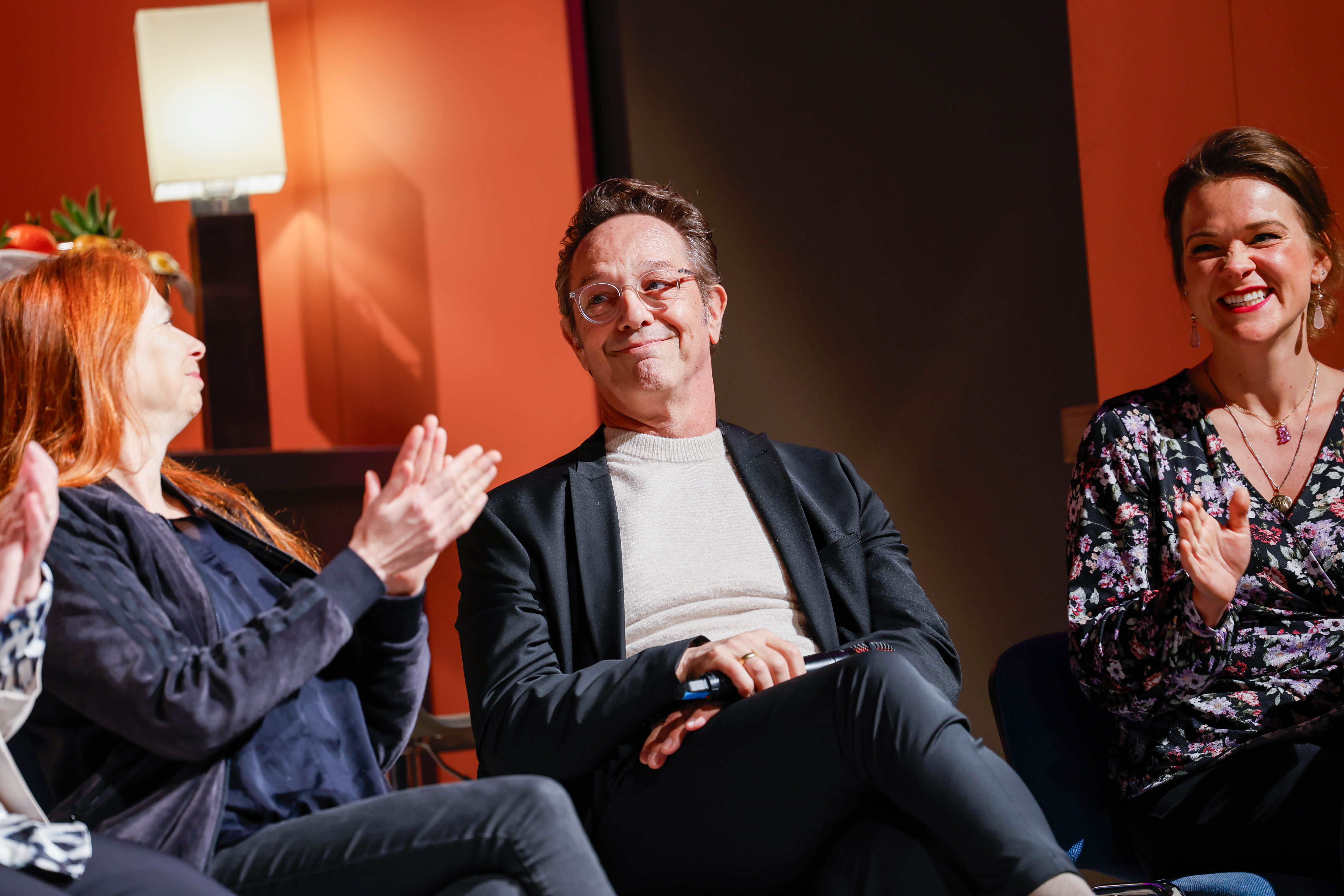
Max Gertsch (2024)

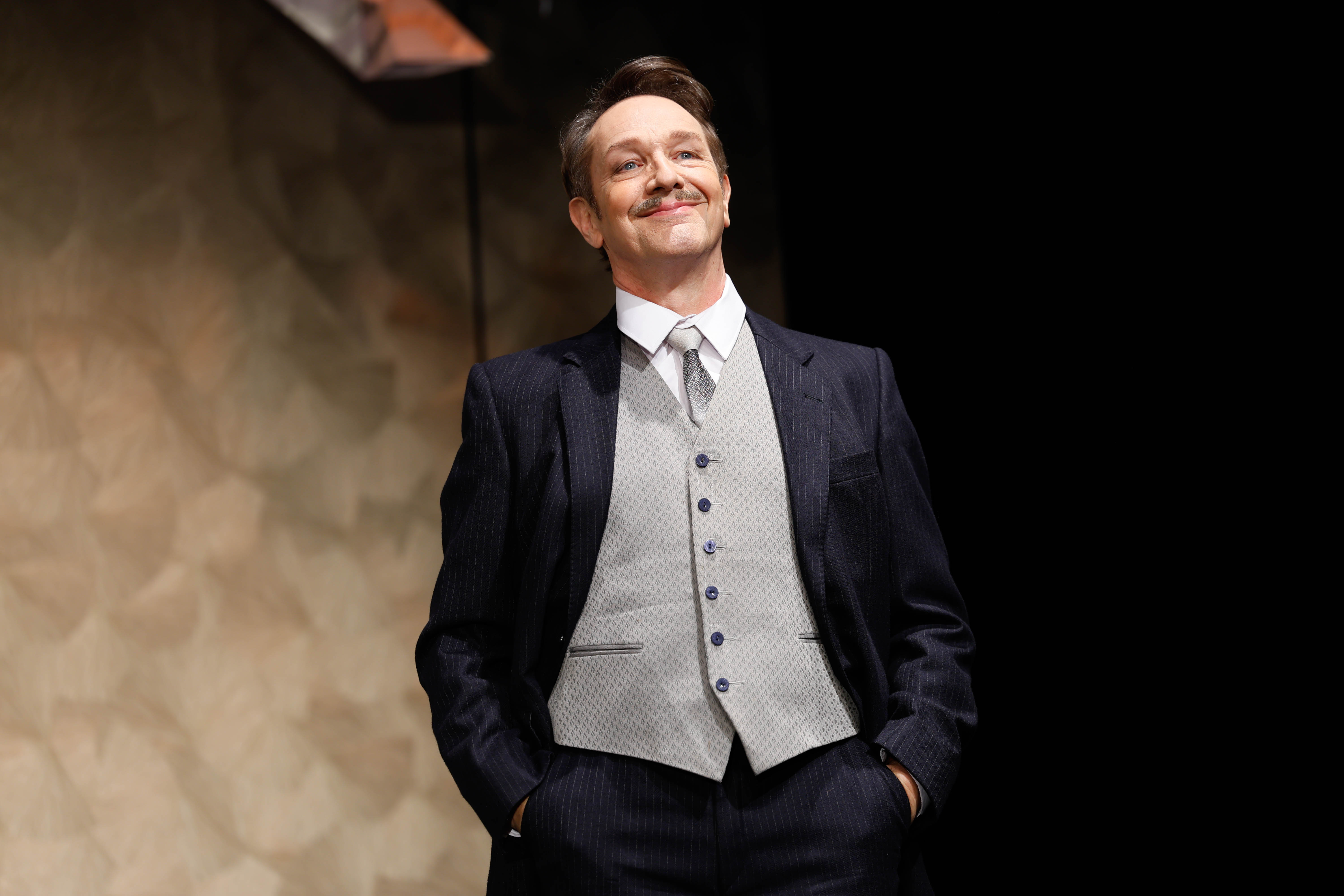
Max Gertsch als St Clair Bayfield in „Knapp daneben ist auch vorbei“, Schlosspark Theater (2024)

Max Gertsch (* 2. Dezember 1963 in Bern) ist ein Schweizer Schauspieler.

## Leben
Geboren wurde er in Bern. Nach Matura und abgebrochenem Studium der Germanistik erhielt er seine Schauspielausbildung am Konservatorium für Musik und Theater in Bern (Heute Hochschule der Künste Bern). Von 1987 bis 1991 war er Ensemblemitglied der Freien Volksbühne Berlin unter Intendant Hans Neuenfels.
Von 1991 bis 1993 gehörte er als Willi Pfister zur Urformation der Geschwister Pfister. Dafür erhielt er 1992 den Kritikerpreis der Berliner Zeitung und 1993 den Kleinkunst-Preis Salzburger Stier.
Ab 1992 hatte Gertsch verschiedene Dreharbeiten in Deutschland und der Schweiz. Bei der Serie Die Flughafenklinik gehörte er von 1995 bis 1996 zum Hauptcast. Eine wiederkehrende Nebenrolle hatte er in der Fernsehserie Girl Friends. Von 1998 bis 2000 spielte er in 33 Episoden eine Hauptrolle in der Krimiserie Im Namen des Gesetzes. Seitdem spielt er neben dem Theater hauptsächlich Gastrollen in Fernsehserien und Rollen in Fernsehfilmen.
Max Gertsch lebt in Berlin und ist seit 2004 mit Silvia Rachor verheiratet.

## Filmografie (Auswahl)

### Filme
- 1990: Dana Lech (Kino)
- 1994: Liebe Lügen (Kino)
- 1995: Katzendiebe (Kino)
- 1998: Große Gefühle (Kino)
- 2001: Studers erster Fall
- 2002: Rosamunde Pilcher – Bis ans Ende der Welt
- 2002: Love Crash
- 2004: Ein Baby zum Verlieben
- 2004: Lücken im Gesetz
- 2004: Tatort – Bienzle und der steinerne Gast
- 2005: Inga Lindström – Entscheidung am Fluss
- 2005: Rosamunde Pilcher – Über den Wolken
- 2006: Tatort – Der Lippenstiftmörder
- 2007: Tod in der Lochmatt
- 2008: Ein starkes Team: Hungrige Seelen (Fernsehfilm)
- 2009: Schwarzwaldliebe
- 2010: Zwerge sprengen (Kino)
- 2011: Der ganz große Traum (Kino)
- 2012: Nebelgrind
- 2013: Blutgeld
- 2014: Wir tun es für Geld
- 2014: Stöffitown
- 2019: Rosamunde Pilcher – Meine Cousine, die Liebe und ich
- 2021: Inga Lindström – Der schönste Ort der Welt
- 2021: Das Weiße Haus am Rhein (Zweiteiler)
- 2025: Das Traumschiff – Curaçao

### Fernsehserien
- 1994: Wolffs Revier (Episode 3x05)
- 1995–1996: Die Flughafenklinik (9 Episoden)
- 1995–1998: Girl friends – Freundschaft mit Herz (19 Episoden)
- 1996: Faust (Episode 3x04)
- 1997: Ein starkes Team (Episode 1x07)
- 1997: Tatort – Mordsgeschäfte
- 1998–2000: Im Namen des Gesetzes (33 Episoden)
- 2002: Wilsberg und der letzte Anruf (Fernsehserie, Episode 1x06)
- 2002, 2006: SK Kölsch (Episoden 3x07, 7x12)
- 2002–2009: Alarm für Cobra 11 – Die Autobahnpolizei (3 Episoden)
- 2002: SOKO 5113 (Episode 22x03)
- 2002–2014: SOKO Leipzig (3 Episoden)
- 2003: Mit Herz und Handschellen (Episode 1x06)
- 2003, 2011: Küstenwache (Episoden 6x09, 14x15)
- 2003: Der kleine Mönch (Episode 2x07)
- 2005–2011: In aller Freundschaft (8 Episoden)
- 2005: Der Dicke (4 Episoden)
- 2006: Die Sitte (Episode 3x07)
- 2006: Kommissar Stolberg (Episode 1x05)
- 2006, 2007: Ladyland (Episoden 1x03, 2x10)
- 2007: Tatort – Blutsbande
- 2007–2008: Dr. Psycho – Die Bösen, die Bullen, meine Frau und ich (4 Episoden)
- 2007–2015: SOKO Köln (3 Episoden)
- 2007: Tatort – Bienzle und sein schwerster Fall
- 2008–2020: Notruf Hafenkante (3 Episoden)
- 2008–2012: Mord mit Aussicht (9 Episoden)
- 2009: Die Rosenheim-Cops (Episode 9x12)
- 2010, 2016: Ein Fall für zwei (Episoden 30x03, 35x05)
- 2010: Der letzte Bulle (Episode 1x11)
- 2010: Weissensee (Episoden 1x03–1x04)
- 2011: Wie erziehe ich meine Eltern? (Episode 1x13)
- 2011: Doctor’s Diary (Episode 3x03)
- 2013: Der Bestatter (Episode 1x03)
- 2013: Der Kriminalist (Episode 11x03)
- 2013: Verbrechen nach Ferdinand von Schirach (Teil 6)
- 2015: Bettys Diagnose (Episode 1x12)
- 2015: In aller Freundschaft – Die jungen Ärzte (Episode 1x20)
- 2016: Letzte Spur Berlin (Episode 5x03)
- 2016: Ein Fall für Zwei (Episode 3x01)
- 2018: Morden im Norden (Episode 69 Hinter der Fassade)
- 2018: Beck is back! (Episode 1x05)
- 2018: Die Klempnerin (2 Episoden)
- 2019: Dr. Klein (Episode 5x01)
- 2020 SOKO Wismar [Tod im Robbenbecken]
- 2021: Doktor Ballouz (Episode 1x06)
- 2021: WaPo Berlin (Episode 2x03)
- 2023: WaPo Elbe (Episode 1x08)

## Theater
- 1987: Ensemblemitglied der Freien Volksbühne Berlin
- 1991: Geschwister Pfister
- 1991: Wintermärchen (Shakespeare) – Rollen: Dion/Schäfer – Regie: Luc Bondy – Schaubühne am Lehniner Platz
- 1996: Lebenslänglich – Rolle: Conférencier – Regie: Katharina Thalbach – Wintergarten Varieté
- 1997: The Black Rider – Rolle: Wilhelm – Regie: Donald Berkenhoff – Landestheater Tübingen
- 2000: Norman Plays Golf (Samir) – Rolle: Carlos – Regie: Samir – Theaterhaus Gessnerallee Zürich
- 2001: Sommersalon – Rolle: Sacha – Regie: Nada Kokotović – Landestheater Tübingen
- 2005: Die Süßesten Früchte – Rolle: Michael – Regie: Andreas Schmidt – Theater am Kurfürstendamm
- 2006: Die Rückkehr der nackten Angst – Rolle: Max – Regie: Donald Berkenhoff – Stadttheater Fürth
- 2008: El Perro Cubano – Rolle: Raul Varela – Regie: Carolin Mylord – Volksbühne Berlin
- 2008: Fondue Oper – Rolle: Ralph – Regie: Ursina Greuel – Matterhorn Produktionen
- 2010: Bibi Balù – 16 verschiedene Rollen – Regie: Stefan Huber – Theater St. Gallen
- 2011: Kuba Beach – Rolle: Chet Desmond – Regie: Carolin Mylord
- 2011: Dennis Kelly – Rolle: Danny – Regie: Folke Braband – Vagantenbühne Berlin
- 2012: Mann O Mann – Rolle: Helmut – Regie: Katja Wolff – St. Pauli Theater Hamburg
- 2013: Abschalten – Rolle: Markus Ulminger – Regie: Stefan Huber – Casinotheater Winterthur
- 2014: Clivia – Rolle: Caudillo/Valdivio – Regie: Stefan Huber – Komische Oper Berlin
- 2014: Kiss Me Kate – Rolle: 1. Ganove – Regie: Stefan Huber – Bad Hersfelder Festspiele
- 2014: Gräfin Mariza – Rolle: Peniçek – Regie: Stefan Huber – Theater St. Gallen
- 2015: Alonso – Rolle: Rainer – Regie: Viktor Giacobbo – Casinotheater Winterthur
- 2015: Mittendrin – Rolle: Rainer – Regie: Folke Braband – Theater am Kurfürstendamm
- 2016: Wir sind mal kurz weg – Rolle: Helmut – Regie: Katja Wolff – Tipi am Kanzleramt
- 2016: West Side Story – Rolle: Lt. Shrank – Regie: Melissa King – Theater St. Gallen
- 2016: Frau Luna – Rolle: Pannecke – Regie: Bernd Mottl – Tipi am Kanzleramt
- 2017: Die Dreigroschenoper – Rolle: Mackie Messer – Regie: Donald Berkenhoff – Frankenfestspiele Röttingen
- 2017: Abschiedsdinner – Rolle: Pierre – Regie: Stefan Huber – Casinotheater Winterthur
- 2018: Die Rache der Fledermaus – Rolle: Dr. Falke – Regie: Stefan Huber – Casinotheater Winterthur
- 2019: Bonifatius – Rollen: Lullus, Karl Martell, Papst Gregor – Regie: Stefan Huber – Open Air Fulda
- 2020: Mord im Orientexpress – Rolle: Michel – Regie: Katharina Thalbach – Schillertheater Berlin